# Ringu
Ringu (リング) és una pel·lícula de terror i misteri japonesa de l'any 1998, dirigida per Hideo Nakata. És l'adaptació de la novel·la homònima escrita per Kōji Suzuki que, al seu torn, es basa en el conte popular japonès Banchō Sarayashiki. Algunes estrelles de la pel·lícula són Nanako Matsushima, Hiroyuki Sanada i Rikiya Otaka que interpreten als membres d'una família desestructurada maleïts en reproduir una cinta de vídeo al televisor. Amb posterioritat va tenir un remake als Estats Units sota el nom de The Ring (2002) donant origen a una franquícia de pel·lícules de notable èxit internacional.
La pel·lícula és la més rendible entre les pel·lícules de terror al Japó, ja que en xifres brutes el cost va ser de 15.9 mil milions de iens, i també és considerada com la més aterridora pel·lícula de terror al Japó d'acord amb la recerca d’ Oricon. Va obtenir 1 nominació, a millor actriu en els premis de l'Acadèmia Japonesa de Cinema, i 6 guardons destacant el Premi a la pel·lícula més popular de l'acadèmia japonesa o el premi a millor pel·lícula al XXXII Festival Internacional de Cinema Fantàstic de Catalunya.

## Argument
Dos adolescents, Masami (Hitomi Satō) i Tomoko (Yūko Takeuchi), estan parlant sobre una cinta de vídeo maleïda gravada per un nen a Izu; la llegenda diu que si es reprodueix, set dies després de veure-la l'espectador mor. Tomoko revela que fa una setmana, ella i tres dels seus amics van veure una estranya cinta i va rebre una trucada després de veure-la. Després d'alguns moments inquietants, Tomoko mor misteriosament, i Masami presencia l'horrible escena.
Alguns dies més tard Reiko Asakawa (Nanako Matsushima), una reportera de recerca, s'assabenta de la cinta de vídeo maleïda i descobreix que la seva neboda Tomoko i tres amics més van morir misteriosament al mateix temps, en la mateixa nit, amb el rostre retorçat en un rictus de por. Ella també descobreix que Masami, la noia que estava amb Tomoko quan va morir, ha embogit i és internada en un hospital psiquiàtric. Després d'analitzar les fotografies de Tomoko de la setmana anterior, Reiko estima que els quatre joves van romandre en una cabanya llogada en Izu. Finalment se sorprèn en descobrir una foto dels adolescents amb els seus rostres deformats.
Més tard Reiko va a Izu i troba una cinta sense etiqueta a la sala de recepció del lloguer de cabanyes on es van allotjar els adolescents, allí reprodueix la cinta, presenciant una sèrie d'imatges inquietants. Mentre veu la cinta Reiko rep una trucada telefònica pel que dedueix que la maledicció s'ha activat i li queda una setmana de vida. En el primer dia Reiko demana ajuda del seu exmarit, Ryuji Takayama (Hiroyuki Sanada), qui fotografia Reiko i tots dos descobreixen que la dona té la cara deformada en la fotografia com els adolescents, la qual cosa confirma que Reiko realment està maleïda. Davant els dubtes de Ryuji, Reiko li fa veure una còpia de la cinta que ha preparat.
En analitzar la còpia de la cinta, la parella troba un missatge en un dialecte d’Ōshima. Abans de marxar cap a Ōshima, Reiko descobreix al seu fill Yōichi veient la cinta, la qual cosa la motiva a trobar una solució ara que tots tres estan maleïts. A Ōshima, Reiko i Ryūji aprenen sobre Shizuko Yamamura, qui, abans del seu suïcidi, va guanyar notorietat després d'una demostració pública de la seva habilitat psíquica organitzada per doctor Heihachiro Ikuma, amb qui va tenir una aventura. En enfrontar-se al germà de Shizuko, Takashi, que havia intentat guanyar diners amb les habilitats de Shizuko, la parella descobreix que la petita filla de Shizuko, Sadako, va matar psíquicament a un periodista que desacreditava les habilitats de Shizuko. Després de no poder saber sobre Sadako, Reiko es deté a pensar que Ryuuji mai va rebre una trucada telefònica després de veure la cinta com ho va fer a la cabanya de Izu. Després d'un viatge amb vaixell de retorn al continent proporcionat per Takashi, la parella s'afanya a revisar la cabanya.
Reiko i Ryuuji troben un pou segellat a l'espai d'accés de la cabanya i, a través d'una altra visió, descobreixen que el Dr. Ikuma va colpejar Sadako, la va empènyer al pou i la va atrapar dins. Conclouen que Sadako va continuar viva i que la maledicció va néixer quan una cinta de vídeo "va gravar" el rancor que havia projectat. En drenar l'aigua, troben les restes de Sadako i, quan Reiko no mor malgrat haver passat el seu termini, assumeixen que la maledicció s'ha trencat.
L'endemà, de retorn en el seu domicili, Ryuuji troba que el seu televisor s'encén sol, mostrant el pou al final de la cinta de vídeo. L'esperit venjatiu de Sadako surt trontollant-se del pou i surt del televisor, avançant cap a ell i espantant-lo fins a la mort. Reiko, que havia estat intentant cridar a Ryuuji en aquest moment, escolta els seus últims moments per telèfon. Guiada per una aparició, dedueix que el que realment va trencar la maledicció va ser copiar la cinta i mostrar-la-hi a una altra persona en un termini de set dies, permetent efectivament que la maledicció es propagui. Reiko s'adona que mentre ella va fer això, Ryuuji no ho va fer. Desesperada per salvar a Yōichi, Reiko condueix fins a la casa del seu pare per a mostrar-li la cinta.

## Repartiment
- Nanako Matsushima com a Reiko Asakawa, una periodista que investiga la mort de la seva neboda i troba la cinta de vídeo maleïda.
- Hiroyuki Sanada com a Ryūji Takayama, l'antic marit de Reiko, un antic estudiant de medicina convertit en professor universitari. Té un grau de sisè sentit que detecta aures sobrenaturals.
- Rikiya Ōtaka com a Yōichi Asakawa, el fill petit de Reiko que també té un sisè sentit com el seu pare.
- Miki Nakatani com a Mai Takano, l'alumne de Ryuji.
- Yuko Takeuchi com a Tomoko Ōishi, la neboda de la Reiko que mira la cinta de vídeo maleïda i és una de les seves primeres víctimes.
- Hitomi Sato com a Masami Kurahashi, el millor amic de Tomoko.
- Daisuke Ban com el Dr. Heihachiro Ikuma, el pare de la Sadako que la va llençar a un pou.
- Rie Inō com a Sadako Yamamura, una dona jove amb poders psíquics que va ser llençada a un pou on va morir; el seu esperit va viure dins d'una cinta de vídeo.
- Masako com a Shizuko Yamamura, la mare de la Sadako. Ella també tenia poders psíquics, però una demostració desastrosa a la premsa la va portar al suïcidi.
- Yōichi Numata com a Takashi Yamamura, l'oncle de la Sadako que regenta una fonda a l'illa d'Oshima.
- Yutaka Matsushige com a Yoshino, un periodista associat de Reiko.
- Katsumi Muramatsu com a Kōichi Asakawa, el pare de la Reiko.

## Temes i interpretacions
Els crítics han discutit les preocupacions de Ringu amb la col·lisió de la tradició japonesa amb la modernitat. Colette Balmain identifica: "A la figura de Sadako, Ringu [utilitza] l'arquetip venjatiu yūrei de l'horror japonès convencional". Argumenta com aquesta figura tradicional japonesa s'expressa a través d'una cinta de vídeo que "encarna les angoixes contemporànies, ja que és la tecnologia a través de la qual es reafirma el passat mateix reprimit".
Ruth Goldberg argumenta que Ringu expressa "ambivalència sobre la maternitat". Llegeix Reiko com una mare que, a causa del nou potencial per a la independència de les dones, descuida el seu paper "natural" com a mestressa de casa màrtir a la recerca d'una identitat independent i, posteriorment, descuida el seu fill. Goldberg identifica un efecte de duplicació pel qual els conflictes inconscients de la família de Reiko s'expressen a través del sobrenatural a l'altra família sota la investigació de Reiko.
Jay McRoy llegeix el final amb esperança: si els personatges entenen terapèuticament els seus conflictes, poden viure. Balmain, però, no és optimista; ella llegeix la replicació del vídeo a mesura que la tecnologia s'estén, com un virus, per tot el Japó.

### Títol
El títol de la pel·lícula, Ringu, es pot interpretar de diverses maneres, com ara fent al·lusió a la naturalesa cíclica interminable de la maledicció/virus de l'anell. Una altra interpretació és que "ring" es relaciona amb la trucada telefònica que avisa els que veuen la cinta de vídeo que moriran en set dies, així com la vista de l'anell de llum vist des de la part inferior del pou on es va deixar descompondre el cos de Sadako.

## Producció
Després del moderat èxit de la novel·la de 1991 Ring de Koji Suzuki, Kadokawa Shoten va decidir adaptar-la a pel·lícula 
El guionista Hiroshi Takahashi i el director Hideo Nakata van col·laborar per treballar en el guió després de llegir la novel·la de Suzuki i veure la versió de 1995 feta per a televisió de Fuji Television dirigida per Chisui Takigawa. La versió d'emissió de la pel·lícula de 1995 va ser reeditada i llançada a vídeo casolà amb un títol nou, Ring: Kanzenban Nakata no va indicar quina versió n'havien vist ell i Takahashi.
En el guió de la pel·lícula, Takashi i Nakata van canviar el gènere del protagonista (d'home a dona), nom (de Kazuyuki Asakawa a Reiko Asakawa), estat civil (de casat a divorciat) i el gènere i nom del nen (de la filla Yoko al fill Yoichi).
Amb un pressupost d'1,5 milions de dòlars, tota la producció va durar nou mesos i una setmana. Segons el director Nakata, el procés de guió i preproducció va durar tres o quatre mesos, cinc setmanes de rodatge i quatre mesos de postproducció.
Els efectes especials de la cinta de vídeo maleïda i algunes parts de la pel·lícula es van rodar en una pel·lícula de 35 mm que es va passar a un laboratori en el qual un ordinador va afegir un efecte "granulós". Es van utilitzar efectes visuals estès a l'escena en què el fantasma de Sadako Yamamura surt de la televisió. Primer, van rodar a l'actriu kabuki Rie Inoo caminant cap enrere amb un moviment brusc i exagerat. A continuació, van reproduir la pel·lícula al revés per representar un passeig poc natural per a Sadako.

## Estrena
Ringu es va llançar al Japó el 31 de gener de 1998, on va ser distribuïda per Toho. Quan es va llançar al Japó, Ring es va convertir en la pel·lícula de terror més taquillera del país. La pel·lícula es va projectar al FanTasia de 1999 on va guanyar el primer premi a la millor pel·lícula a la secció de pel·lícules asiàtiques.
A les Filipines, la pel·lícula va rebre estrenes limitades com a Ring: Circle of Evil el 4 de desembre de 2002, i 11 de gener de 2003, er coincidir amb l'estrena de remake estatunidenc el 17 de gener.

### Taquilla
Al Japó, la pel·lícula va obtenir uns ingressos de distribució (lloguers) de 1.000 milions de iens el 1998, cosa que la va convertir en una de les deu primeres pel·lícules japoneses més taquilleres de l'any. La pel·lícula va recaptar uns ingressos totals de taquilla japonesa de 1,7 mil milions de iens (13 milions de dòlars dels EUA).
Variety va afirmar que "l'èxit més notable" de Ringu ha estat a Hong Kong, on es va convertir en el més gran de taquilla durant la primera meitat de l'any, superant pel·lícules americanes populars com "The Matrix. En la seva estrena a Hong Kong l'any 1999, Ring va guanyar 31,2 milions de dòlars HKD (4,03 milions de dòlars EUA) durant els seus dos mesos d'estrena, convertint-lo en la pel·lícula en japonès més taquillera a Hong Kong. Aquest rècord fou batut més tard per Stand By Me Doraemon el 2015. A Taiwan, on fou estrenada el 1999, la pel·lícula va recaptar 50,83 milions de dòlars TWD (1.619 milions de dòlars EUA).
A França, la pel·lícula va vendre 94.257 entrades, equivalent a uns ingressos bruts estimats d'aproximadament 506.160 euros (452.757 dòlars EUA). A Corea del Sud, es van vendre 56,983 entrades a Seul, equivalent a uns ingressos bruts estimats d'aproximadament 341.970.000 wons sud-coreans (287.756 dòlars EUA). La pel·lícula també va recaptar 59.001 dòlars a Xile i al Regne Unit, sumant uns ingressos bruts mundials estimats d'aproximadament 19.448.394 dòlars dels Estats Units.

### Mitjans domèstics
Ringu va ser llançada directament en vídeo domèstic als Estats Units i al Canadà per DreamWorks amb subtítols en anglès, espanyol i francès el 4 de març de 2003, sota el títol transliterat Ringu.
Al Regne Unit, va ser vista per 390.000 espectadors a la televisió durant el primer semestre de 2005, la qual cosa la va convertir en la sisena pel·lícula en llengua estrangera més vista a la televisió del Regne Unit durant aquest període. Ringu 2 també va atraure 360.000 espectadors a la televisió del Regne Unit durant el mateix període, sumant fins a un total de 750.000 espectadors de televisió del Regne Unit per a les dues pel·lícules Ring durant la primera meitat del 2005.
Coincidint amb el seu 20è aniversari, Arrow Films sota el seu segell Arrow Video va emetre un Blu-ray Disc de Ringu el 18 de març de 2019, al Regne Unit i Irlanda. A més, una caixa de Blu-ray amb Ringu, les seqüeles Rasen i Ringu 2, i la preqüela Ringu Zero: Bāsudei, també es va publicar. La transferència inclou una restauració de resolució 4K que es va escanejar des del negatiu de càmera original de la pel·lícula. La classificació i la restauració d'imatges, que es van fer als Imagica Labs de Tòquio, van ser supervisades i aprovades pel director de fotografia de Ringu Jun'ichirō Hayashi. Tant el disc Blu-ray únic com la caixa Blu-ray d'Arrow es van llançar més tard als Estats Units i el Canadà l'octubre 29, de nou sota el títol transliterat Ringu.

## Recepció
El lloc web de l'agregador de ressenyes Rotten Tomatoes dona a la pel·lícula una puntuació d'aprovació del 97% basada en 38 ressenyes, amb una mitjana ponderada de 7,5 sobre 10. El consens crític del lloc diu: "Ringu combina elements sobrenaturals amb angoixes sobre la tecnologia moderna d'una manera realment aterridora i inquietant".
El crític de Sight & Sound Mark Kermode va elogiar el "terror atemporal" de la pel·lícula, amb la seva "combinació de vells diables populars i pànics morals contemporanis" que atreuen tant a adolescents com a adults. públic per igual. Mentre que Adam Smith de Empire Online troba la pel·lícula "trufada per la seva complexitat excessiva, la seva trama incòmode i una clara manca d'acció actual", Kermode emfatitza que "un s'inclina a concloure que és la narració, més que el contingut del conte, el més important". Variety està d'acord que el ritme lent, amb "la seva gradual evocació del mal que s'espera sota la superfície de la normalitat", és un dels grans punts forts de la pel·lícula. Ringu fou classificada com la dotzena millor pel·lícula de terror de tots els temps per The Guardian i també escollida per Stuart Heritage al mateix diari com la pel·lícula que més el va espantar.
Ringu va ser el número 69 de "Les 100 millors pel·lícules del cinema mundial" de la revista Empire el 2010. A la a principis de la dècada de 2010, Time Out va realitzar una enquesta amb diversos autors, directors, actors i crítics que han treballat dins del gènere de terror per votar les seves pel·lícules de terror més importants. Ringu es va situar al número 61 de la seva llista de les 100 millors.

## Influència
L'èxit internacional de les pel·lícules japoneses va impulsar un renaixement del cinema de terror al Japó que va donar lloc a imatges com la pel·lícula 2001 de Kiyoshi Kurosawa Pulse (coneguda com a Kairo (回路, lit. "Circuit") al Japó), The Grudge (呪怨, Juon) de Takashi Shimizu (2000), Aigua fosca (仄暗い水の底から, Honogurai Mizu no de Hideo Nakata Soko kara, lit. "Des de les profunditats de l'aigua fosca"), també basat en un conte de Suzuki), i Uzumaki de Higuchinsky (2000, també coneguda com Vortex), basada en el manga de terror de Junji Ito del mateix nom).

### Influència en el cinema occidental
Ringu va tenir certa influència en el cinema occidental i va guanyar l'estatus de culte a Occident.
Durant les dècades de 1980 i 1990, el terror de Hollywood havia estat dominat en gran manera pel subgènere slasher, que es basava en la violència a la pantalla, les tàctiques de xoc i el gore. Ringu, el llançament de la qual al Japó va coincidir aproximadament amb The Blair Witch Project als Estats Units, va ajudar a revitalitzar el gènere adoptant un enfocament més moderat de l'horror, deixant gran part del terror a la imaginació de l'audiència. La pel·lícula va iniciar l'interès mundial pel cinema japonès en general i pel cinema de terror japonès en particular, un renaixement que va portar a l'encunyació del terme J-Horror a Occident. Aquest "Nou horror asiàtic" va donar lloc a més llançaments d'èxit, com ara Ju-on: The Grudge i Aigua fosca. A més de les produccions japoneses, aquest auge també va aconseguir cridar l'atenció sobre pel·lícules similars fetes a l'Àsia oriental al mateix temps, com ara Janghwa, Hongryeon de Corea del Sud i The eye (L'ull) de Hong Kong.
Totes aquestes pel·lícules es van tornar a fer més tard en anglès. Estrenat el 2002, The Ring va assolir el número 1 a la taquilla i va recaptar una mica més al Japó que l'original. L’original Ringu va recaptar 1,7 bilions de iens el 1998, mentre que el remake The Ring va recaptar 1,75 bilions el 2002.